# MARVY
『MARVY』（マーヴィー）は、RCサクセションが1988年に発表したアルバム。

## 解説
スタジオ・アルバムとしては2年3か月ぶりで、LPレコードは2枚組、CDは1枚というフォーマットで発売された。レコードのディスク1は"WOLF"、ディスク2は"FISH"というタイトルが付けられ、表ジャケットの魚、裏ジャケットのオオカミの絵は両方とも忌野清志郎が描いた。2008年にEMIミュージック・ジャパンから発売された紙ジャケットCDは、LPと同じ2枚組仕様。
「遠い叫び」「GIBSON (CHABO'S BLUES)」「俺は電気」の3曲で、仲井戸麗市がリード・ボーカルを担当。「HONEY PIE」は、吉川晃司『GLAMOROUS JUMP』（1987年）に提供した楽曲のセルフカヴァー。
本作のレコーディングが終了すると、まだ本作のテスト盤も出来ていないという早い時期から、バンドは次作『COVERS』の制作を開始した。

## 収録曲
1. DIGITAL REVERB CHILD - 3分50秒
（作詞・作曲：忌野清志郎&春日博文）
  - 「NAUGHTY BOY」のB面曲。
2. MIDNIGHT BLUE - 5分11秒
（作詞・作曲：忌野清志郎）
3. FULL OF TEARS・涙あふれて - 2分46秒
（作詞・作曲：忌野清志郎）
4. AN OLD STORY・ありふれた出来事PART2 - 5分15秒
（作詞：忌野清志郎、作曲：武田清一）
5. CALL ME - 3分18秒
（作詞・作曲：忌野清志郎）
6. COOL FEELING・クールな気分 - 3分52秒
（作詞・作曲：忌野清志郎）
7. 共犯者・The Accomplice - 5分49秒
（作詞・作曲：忌野清志郎）
8. 遠い叫び - 5分16秒
（作詞・作曲：仲井戸麗市）
9. HONEY PIE - 3分36秒
（作詞・作曲：忌野清志郎）
10. GIBSON (CHABO'S BLUES) - 3分35秒
（作詞・作曲：仲井戸麗市）
11. 空が泣き出したら・The Sky is Crying - 2分53秒
（作詞・作曲：忌野清志郎）
12. 夢中にさせて・Make Me Crazy About You - 3分07秒
（作詞・作曲：忌野清志郎）
13. DANCE - 3分52秒
（作詞・作曲：忌野清志郎）
14. 俺は電気 - 1分35秒
（作詞・作曲：B. Nelson）
15. SHELTER OF LOVE - ツル・ツル - 3分48秒
（作詞・作曲：忌野清志郎）
16. NAUGHTY BOY - 5分30秒
（作詞・作曲：忌野清志郎）

## 参加ミュージシャン
- 忌野清志郎 - ボーカル、ギター、キーボード、ハーモニカ
- 小林和生 - ベース、バッキング・ボーカル
- 仲井戸麗市 - ボーカル(on 8. 10. 14)、ギター、バッキング・ボーカル
- 新井田耕造 - ドラムス
- G2 - キーボード、バッキング・ボーカル

ゲスト・ミュージシャン
- 梅津和時 - アルト・サックス
- 片山広明 - テナー・サックス、バリトン・サックス
- 金子マリ - バッキング・ボーカル(on 2. 9. 15.)
- Charles Harrowell - バッキング・ボーカル(on 1.)
- Graham Cristie - バッキング・ボーカル(on 1. 9.)

## カバー
GIBSON (CHABO'S BLUES)
- ザ・クロマニヨンズ（2011年2月23日、仲井戸麗市のトリビュート・アルバム『OK!!! C'MON CHABO!!!』収録）